# Bellaire (Texas)
Bellaire es una ciudad ubicada en el condado de Harris, Texas, Estados Unidos. Tiene una población estimada, a mediados de 2022, de 16 991 habitantes.

## Geografía
La ciudad está ubicada en las coordenadas 29°42′14″N 95°27′39″O / 29.70389, -95.46083 (29.704019, -95.460905). Según la Oficina del Censo de los Estados Unidos, tiene una superficie de 9.32 km² de tierra firme y 0.002 km² de agua.

## Demografía

### Censo de 2020
Según el censo de 2020, en ese momento la ciudad tenía una población de 17 202 habitantes. La densidad de población era de 1845.71 hab./km².
| Raza                   | Núm.   | Porc.  |
| ---------------------- | ------ | ------ |
| Blancos                | 10 630 | 61.80% |
| Asiáticos              | 4088   | 23.76% |
| Afroamericanos         | 289    | 1.68%  |
| Amerindios             | 48     | 0.28%  |
| Isleños del Pacífico   | 14     | 0.08%  |
| De otras razas         | 342    | 1.99%  |
| De una mezcla de razas | 1791   | 10.41% |
| Total                  | 17 202 | 100%   |

Del total de la población, el 10.64% eran hispanos o latinos de cualquier raza.

### Censo de 2010
Según el censo de 2010, en ese momento había 16 855 personas residiendo en Bellaire. La densidad de población era de 1811.23 hab./km². El 79.99% de los habitantes eran blancos, el 1.64% eran afroamericanos, el 0.24% eran amerindios, el 14.14% eran asiáticos, el 0.01% eran isleños del Pacífico, el 1.76% eran de otras razas y el 2.21% eran de una mezcla de razas. Del total de la población, el 9.46% eran hispanos o latinos de cualquier raza.

## Pandemia del COVID-19
La ciudad estuvo en el centro de la atención durante la pandemia originada por el COVID-19, ya que no registró muertes por la enfermedad hasta marzo de 2021, a pesar de los altos índices del resto del condado y de la cercana ciudad de Houston. Funcionarios locales atribuyeron el fenómeno a los altos ingresos y la baja población de la localidad.

## Transporte
La Autoridad Metropolitana de Tránsito del Condado de Harris (METRO) gestiona  servicios de transporte. En la ciudad está el Bellaire Transit Center, de METRO.

## Educación
El Distrito Escolar Independiente de Houston gestiona las escuelas públicas. Los alumnos de primaria de Bellaire son asignados a la Escuela Elemental Paul W. Horn, la Escuela Elemental A.J. Condit y la Escuela Elemental Lovett (en Houston). Los alumnos de enseñanza media asisten a la Escuela Media Pin Oak y a la Escuela Media Pershing, en Houston.
La ciudad tiene una biblioteca municipal, la Bellaire City Library.

## Galería

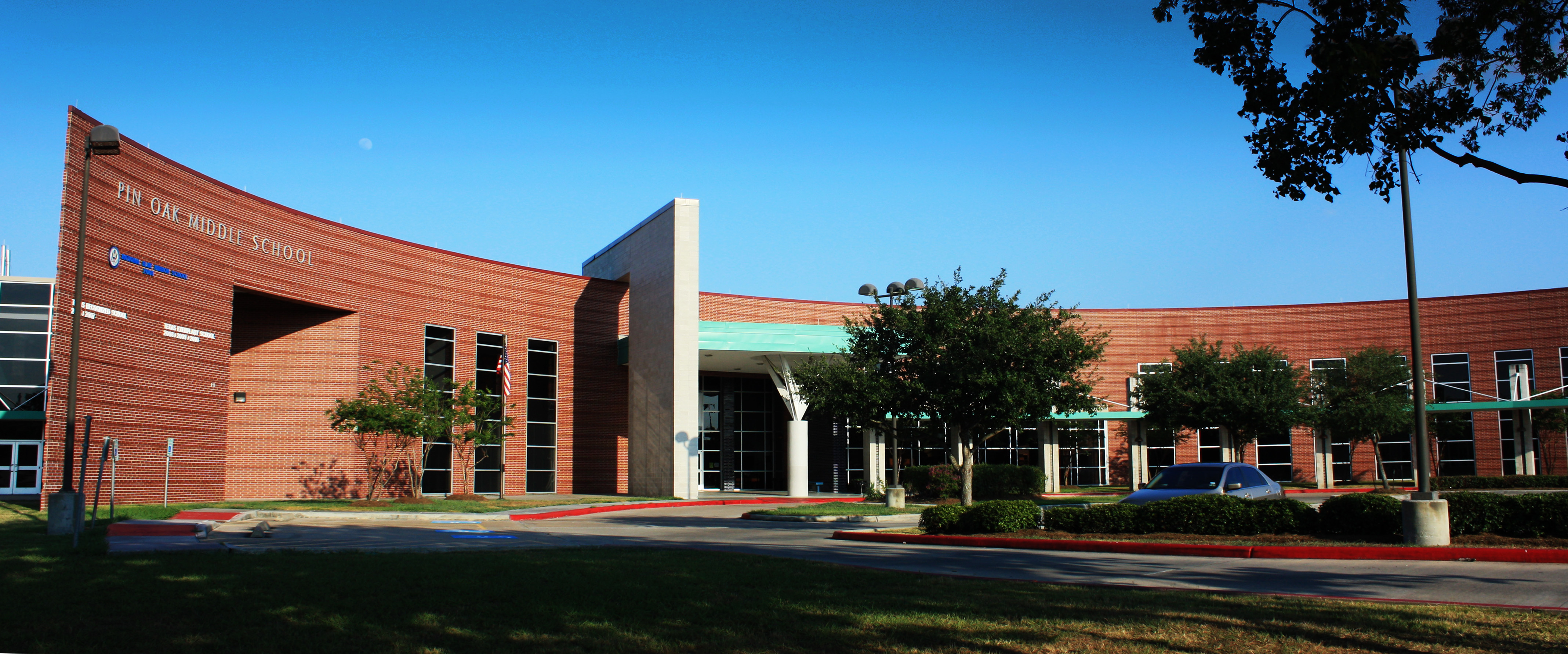
Escuela Media Pin Oak
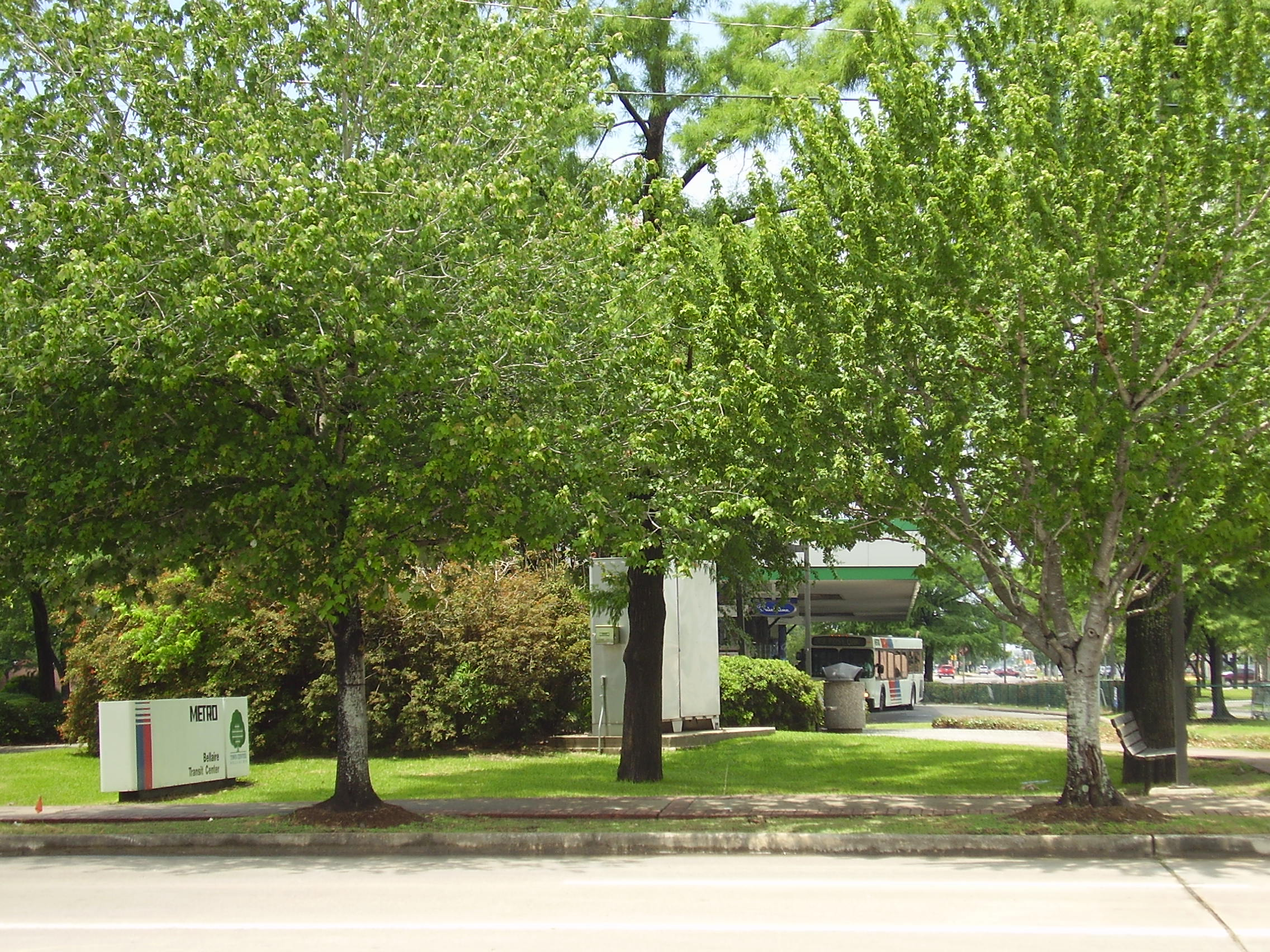
Bellaire Transit Center
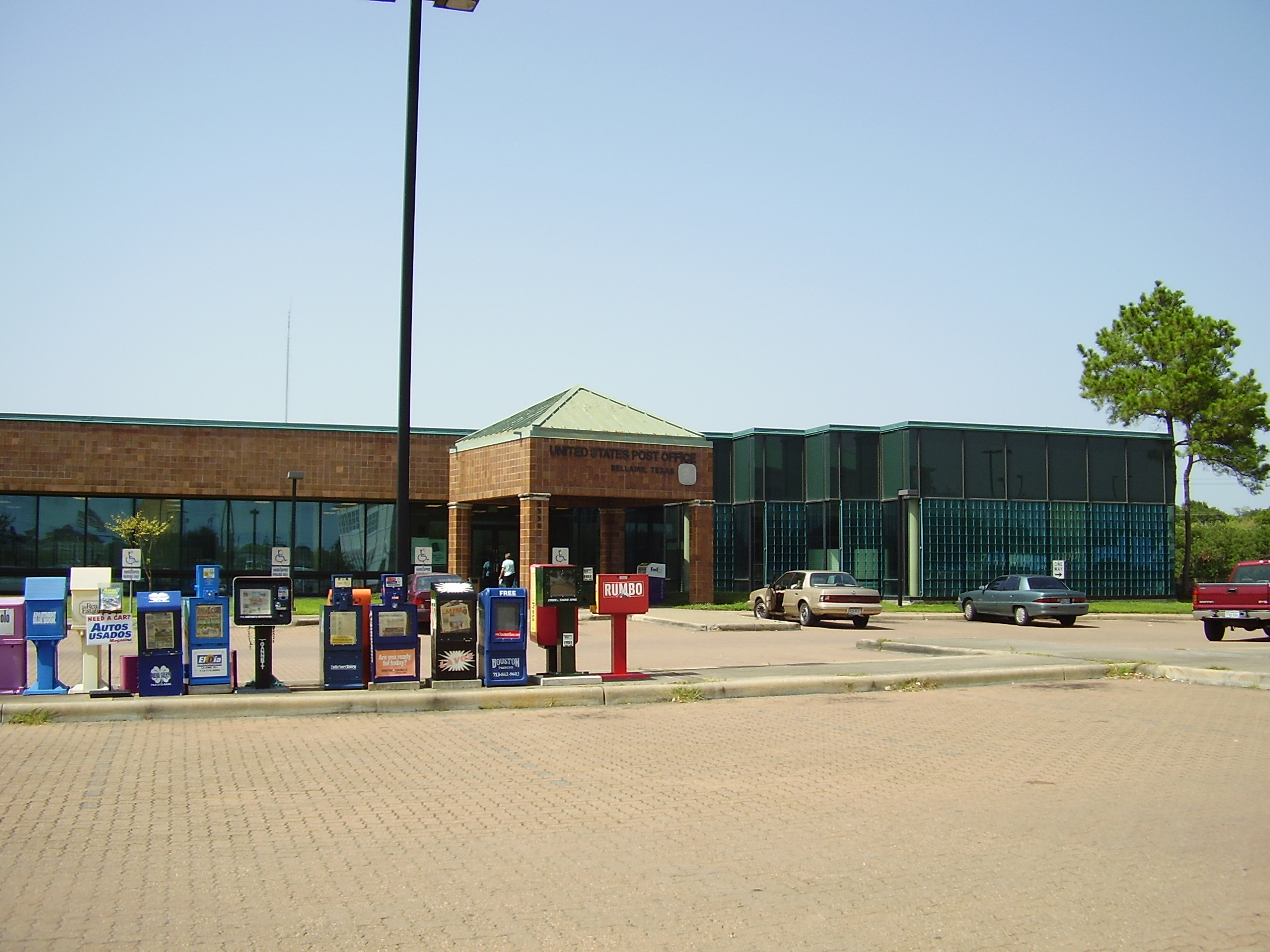
Oficina de Correos
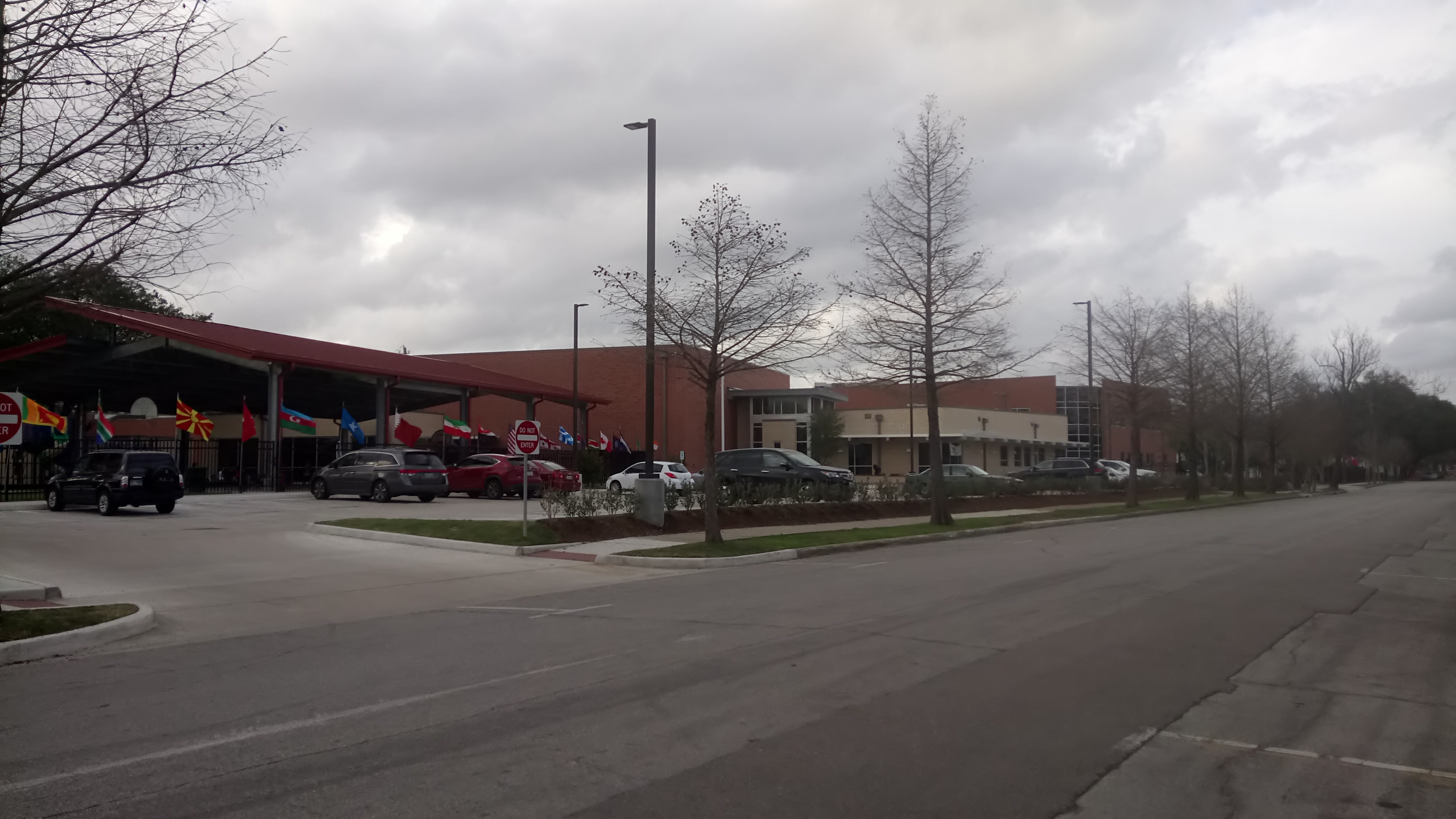
Escuela Primaria Condit
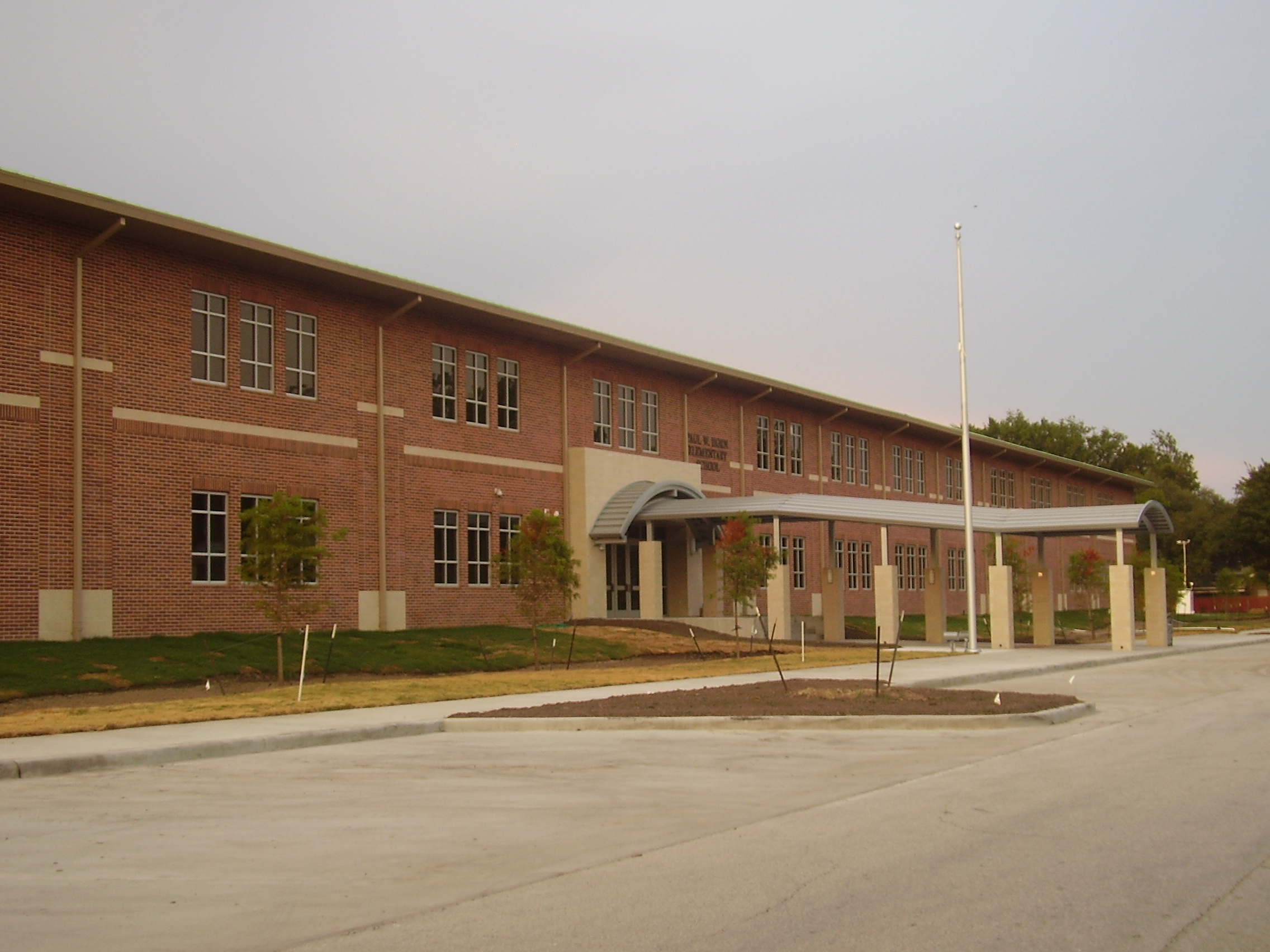
Escuela Elemental Horn